# Vaccheria Borbonica
Die Vaccheria Borbonica ist ein ehemaliges königliches Jagdgut der Bourbonen im Astroni-Krater der Phlegräischen Felder am westlichen Stadtrand der italienischen Großstadt Neapel.

## Geschichte
Das Gebäude steht in einer eindrucksvollen Naturkulisse, die jahrhundertelang den Königen von Neapel als Jagdrevier diente.
Der Erste, der den 2 km langen und 1 km breiten Krater zu seinem privaten Jagdrevier erkor, war König Alfons I. von Neapel. Er ließ zu diesem Zweck Wildschweine, Hirsche und Rehe aussetzen. Die berühmteste Jagdeinladung war die, die der aragonesische Herrscher am 16. April 1452 zu Ehren von Kaiser Friedrich III. von Habsburg angekündigt hatte.
In der Mitte des 16. Jahrhunderts wurde ein Wachturm errichtet, um der Wilderei Einhalt zu gebieten. Zu Beginn des 18. Jahrhunderts wurde das Jagdrevier aufgegeben und die Bäume teilweise abgeholzt, um den Krater als Weidefläche zu nützen. Für die Weidetiere wurde zudem ein Stall errichtet.
Ab 1739 nutzte Karl VII. den Krater wieder als königliches Jagdgrund. Er ließ den Kuhstall in ein Jagdgut umwandeln und eine Umfassungsmauer und zwei Jagdstände am Kraterrand errichten.
Unter König Ferdinand II. wurde das königliche Jagdrevier 1830 endgültig aufgelöst und der Krater für die Allgemeinheit geöffnet. Im Zweiten Weltkrieg diente die Vaccheria Borbonica nach dem 8. September 1943 den Deutschen und später den Alliierten als Befehlsstand. Danach verfiel sie.
2021 begannen umfassende Renovierungsarbeiten an dem Bau, in dem eine Pflegestation für Wildtiere eingerichtet werden soll.